# جودي (فلم 2019)
جودي (بالإنجليزية: Judy) فيلم دراما عن السيرة الذاتية للممثلة الأمريكية جودي غارلاند لعام 2019، من إخراج روبرت غولد، والفيلم مقتبس من المسرحية الغنائية «نهاية قوس قزح End of the Rainbow» للمخرج بيتر كويلتر. الفيلم من بطولة رينيه زيلويغر وجيسي باكلي وفين ويتروك.
يروي الفيلم مسيرة جارلاند المهنية خلال العام الأخير من حياتها عندما انتقلت إلى بريطانيا، إلى جانب ذكريات الماضي من سنوات مراهقتها، وأبرزها تصوير دورها بدور دوروثي جيل في «ساحر أوز The Wizard of Oz»، وهو الدور الأكثر شهرة في تاريخها. تستمر النجاحات بسلسلة من الحفلات الموسيقية التي بيعت بالكامل، ثم توقفت جهودها في النهاية عن إحراز تقدم بل بدأت في التدهور بسبب المشكلات الصحية.
عرض الفيلم لأول مرة في مهرجان تيلورايد السينمائي في 30 أغسطس 2019، وظهر في دور العرض في الولايات المتحدة في 27 سبتمبر 2019، وفي المملكة المتحدة في 2 أكتوبر 2019. وحقق 43.9 مليون دولار في جميع أنحاء العالم وتلقى نقد إيجابي بشكل عام، مع الثناء على بطلة الفيلم رينيه زيلويغر، وقد فازت بجائزة جولدن جلوب، وجائزة «ساج SAG»، وجائزة «بافتا BAFTA Award»، وجائزة الأوسكار لأفضل ممثلة.

## طاقم التمثيل
رينيه زيلويغر: في دور جودي جارلاند
دارسي شو: في دور جودي جارلاند الصغيرة
جيسي باكلي: في دور روزالين وايلدر
فين ويتروك: في دور ميكي دينز
روفوس سيويل: في دور سيدني لوفت
مايكل جامبون: في دور برنارد ديلفونت
ريتشارد كورديري: في دور لويس ب.ماير
بيلا رمزي: في دور لورنا لوفت
رويس بييرسون: في دور بيرت رودس
أندي نيمان: في دور دان
فيل دنستر: في دور بن
دانيال سيركويرا: في دور ستان
آرثر ماكبين: في دور أسكيث
جون دجليش: في دور لوني دونيغان
جيما ليا ديفيروكس: في دور ليزا مينيلي
ديفيد روبين: في دور نويل
لوين لويد: في دور جوي لوفت
فينيلا وولجار: في دور مارجريت هاميلتون
جوس باري: في دور ميكي روني

## أحداث الفيلم
كانت جودي جارلاند في الخامسة عشر من عمرها، ويخبرها رئيس استوديو مترو جولدوين ماير، لويس ب.ماير، أن لديها هدية لا تمتلكها الفتيات الأخريات. موهبة جودي في الغناء لا مثيل لها، بينما هي قادرة على تجاوز نجاح شيرلي تمبل كنجمة أطفال في هوليوود. تظهر جودي في المشاهد التالية وهي في الأربعينيات من عمرها، بصحبة طفليها من زواجها الثالث من سيدني لوفت. تحاول جودي وأطفالها الدخول إلى الفندق الذي يقيمون فيه، لكن يتم منعهم بسبب عدم الدفع في السابق، ولهذا تجبر جودي على العودة إلى منزلها طليقها لوفت.
تقابل جودي ميكي دينز في إحدى الحفلات، وهو مالك ملهى ليلي، ويصبحان أصدقاء. تستعيد ذكريات الماضي في سنوات مراهقتها مع الممثل ميكي روني، وتعود الأحداث إلى عام 1968، حيث تقابل جودي وكيلاً يخبرها أن بريطانيا متاحة لها، لكن الاستقبال الأمريكي ليس كما ينبغي بسبب أدائها غير الموثوق به وتقلب مزاجها. تقرر جودي الذهاب إلى المملكة المتحدة، وتترك طفليها في رعاية لوفت، وهو أمر صعب بالنسبة لها.
يمنعها تعاطي المخدرات من الأداء بشكل جيد في المملكة المتحدة. تتأخر جودي في حضورها العرض الأول في لندن، ويُطلب من مساعديها الاطمئنان على صحتها وإصلاح مكياجها. المعجبين متحمسين وأدائها ممتاز. يذهب الفيلم إلى لمحات من الماضي مرة أخرى للشابة جودي، التي تشكو من ضرورة تناولها أقراص لمساعدتها على تلبية متطلبات جدولها الزمني. عودة إلى لندن عام 1968 مرة أخرى، وجودي تغني وسط تصفيق حاد.
تلتقي جودي مع اثنين من المعجبين المثليين عند باب المسرح وهي في طريقها للخروج وتنضم إليهما لتناول وجبة خفيفة في وقت متأخر من الليل في شقتهما. تغني جودي «اسعد نفسك» بينما يعزف أحد المعجبين على البيانو. يأتي الممثل ميكي دينز إلى لندن في زيارة مفاجئة تفرح لها. تستمر جودي في مواجهة مشكلة في تقديم عروضها المسرحية في الوقت المحدد بسبب تعاطي المخدرات والقلق. تظهر لمحات أخرى من الماضي ولويس ماير يتحدث مع جودي التي توضح أنها مرهقة من جدول عملها، ولكن ماير يستخدم الإساءة العاطفية والتخويف الجسدي لإبقائها في حالة من الالتزام.
يستدعي وكيلها البريطاني طبيب متخصص في الصوت لفحصها. تشرح لهم جودي إنها خضعت لعملية شق للقصبة الهوائية قبل عامين، مما أضعف صوتها. يقوم الطبيب بتشخيص حالتها بالإرهاق البدني والعقلي الذي يتطلب الراحة للشفاء. تصبح علاقتها مع دينز دعم لحياتها الشخصية وتتزوجه ليصبح زوجها الخامس. تستمر جودي في التفكير في أطفالها وتعاني من الانفصال عنهم، بينما أطفالها سعداء في المدرسة في كاليفورنيا. يحمل دينز أخبار سيئة عن صفقة مالية فشلت، مما يعني أنها يجب أن تبقى في بريطانيا من أجل تغطية نفقاتهم. تفقد جودي الوعي على خشبة المسرح مما يستدعي إلغاء فقرتها الغنائية، ولكنها تعود في الليلة الأخيرة على المسرح، حيث تطلب أداء أغنية أخيرة، ولكنها تنهار أثناء غنائها، وبتشجيع من المعجبين الداعمين تتعافى وتبدو قادرة على إكمال الأداء. تسأل جودي، «لن تنسوني، أليس كذلك؟» للجمهور الذي يصفق قبل أن تنهي أدائها بقولها «اوعدوني انكم لن تنسوني». يذكر في خاتمة الفيلم أن جودي توفيت بعد ستة أشهر، في صيف عام 1969، عن عمر يناهز 47 عامًا.

## استقبال الفيلم
شباك التذاكر
جودي بلغ إجمالي أرباحها 24.3 مليون دولار في الولايات المتحدة وكندا، و 18.9 مليون دولار في أقاليم أخرى، ليصبح المجموع العالمي 43.2 مليون دولار.
حقق الفيلم 2.9 مليون دولار في افتتاحه في نهاية الأسبوع، من 461 دار عرض، واحتل المركز السابع في شباك التذاكر. 60٪ من جمهور الفيلم كان من الإناث، بينما 79٪ تجاوزوا سن 35. زادت العروض إلى 1458 دار عرض في عطلة نهاية الأسبوع التالية وحقق الفيلم 4.6 مليون دولار، حيث احتل المركز السادس، قبل أن يحقق 3.2 مليون دولار في عطلة نهاية الأسبوع الثالث، ويعود إلى المركز السابع.
استقبال النقاد
منح موقع الطماطم الفاسدة تقييم مقداره 82% للفيلم بناء على آراء 327 ناقد، وكتب الإجماع النقدي: «بقيادة أداء شديد الالتزام من رينيه زيلويغر، نشاهد الأيام الأخيرة لفنان محبوب بتعاطف واضح.» منح موقع ميتاكريتيك تقدير 66 من 100 بناء على 46 مقال للنقاد.
منح موقع «سينما سكور» درجة ( -A) في تقييم من ( +A) إلى (F).

## وصلات خارجية
- جودي على موقع أول موفيز
- جودي على موقع IMDB